# Eugen Fischer
Eugen Fischer (Karlsruhe, 5 luglio 1874 – Friburgo in Brisgovia, 9 luglio 1967) è stato un medico tedesco, noto per aver contribuito alla eugenetica nazista durante il Terzo Reich.

## Eugenetica
Laureatosi in antropologia nel 1906, cominciò a condurre delle ricerche sulla nascente genetica umana del celebre precursore Gregor Mendel, presso le colonie tedesche in Africa sud-occidentale (l'attuale Namibia).
Eseguì esperimenti diretti su bambini di genitori misti, ad esempio padri tedeschi e donne africane native (ottentotte). Già in questi contesti, Fischer cominciò ad usare dei metodi poco etici, soprattutto sulle tribù africane locali Herero e Nama. Gli studi si conclusero nel 1910 con un appello mondiale per impedire la prosecuzione di una "razza mista", e quindi il divieto del matrimonio inter-razziale. I discendenti meticci non avrebbero più dovuto continuare a riprodursi; negli anni successivi continuò ad eseguire esperimenti medici su prigionieri di guerra africani nei campi di concentramento nell'Africa Tedesca del Sud-Ovest; a posteriori questo fu definito un vero e proprio genocidio.
Nel 1930 divenne direttore dell'Istituto di antropologia Kaiser Wilhelm di Berlino, riassumendo tutti i suoi studi medici di genetica umana al servizio del Partito nazista, con l'obiettivo di raggiungere la purezza della "razza superiore", dando vita quindi alla nota eugenetica nazista.
Per i servizi resi, Fischer fu poi nominato direttamente da Adolf Hitler magnifico rettore dell'Università Friedrich-Wilhelm (ora Humboldt) di Berlino, nel 1933.

Nel biennio 1937-1938, coi suoi colleghi, analizzò circa 600 bambini nella Renania, discendenti di soldati africani delle colonie francesi e donne tedesche, per poi sterilizzarli. In quel periodo cominciò anche i primi esperimenti con meticci europei, ad esempio gli zingari e i cagots.

## Guerra e dopoguerra
Fischer aderì ufficialmente al partito solo nel 1940, in piena guerra mondiale. Nei campi di concentramento nazisti contribuì allo studio dell'eugenetica nazista, attraverso le determinazioni delle origini razziali, inventando la cosiddetta "scala Fischer-Saller". Questa scala si basava sui colori dei capelli; gradazioni di biondo = da A a J, gradazioni di marrone = da K a V, e marrone scuro e nero fino alla lettera Z, quindi gradazioni di rosso con la numerazione romana da I a VI. Gli esperimenti medici furono eseguiti su dei prigionieri vivi (zingari, ebrei e africani), compiendo su di loro numerosi prelievi di sangue, tessuti e misurazioni invasive dei loro crani.
Fischer sposò Else Walter, con la quale ebbe tre figli.
Fischer si ritirò dal nazismo e dall'Università agli inizi del 1943, passando tutto il suo lavoro al più noto alla storia suo allievo Joseph Mengele, detto l'"angelo della morte". In questo modo, Fischer riuscì a scampare anche alle condanne di genocidio dopo la Seconda guerra mondiale; solo molti anni dopo gli storici riuscirono a definire il suo ruolo principale nel programma di sterminio o tortura razziale.

Ancora nel 1949, Fischer fu ritenuto uno stimato professore, tenne anche dei convegni di antropologia, tenendo ben nascosti i suoi metodi poco etici sui prigionieri all'epoca nazista.
Riassunse tutti i suoi studi solo verso il 1960, insieme ai collaboratori Erwin Baur e Fritz Lenz (se ci si riferisce al testo I principi dell'ereditarietà umana e l'igiene razziale, questo dovrebbe essere stato scritto prima del 1960, prima ancora dell'ascesa di Hitler al potere). Nello stesso periodo, si trasferì a vita riservata presso Brisgovia, nel cuore della Foresta nera.